# William Sancroft
William Sancroft (30 janvier 1617 – 24 novembre 1693) est un ecclésiastique britannique, et le soixante-dix-neuvième archevêque de Cantorbéry. Il aide à la reconstruction de Londres après le Grand incendie. Il refuse d'accepter Guillaume III comme roi, et est déposé en conséquence le 1er février 1690.